# Ханс X фон дер Шуленбург
Ханс X фон дер Шуленбург (на немски: Hans X von der Schulenburg; * 1566; † 8 декември 1598 в Требсен, окръг Лайпциг) е благородник от род фон дер Шуленбург в Алтмарк в Саксония-Анхалт и господар на Требсен в окръг Лайпциг.
Той е третият син на Албрехт IV фон дер Шуленбург (1535 – 1583) и съпругата му Доротея фон Велтхайм († 1593), дъщеря на Ахац фон Велтхайм († 1558) и Аделхайд фон Швихелт († 1545). Братята му са Левин III фон дер Шуленбург (1564 – 1625), Георг XI фон дер Шуленбург (1567 – 1607), Вернер фон дер Шуленбург († сл. 1583) и Дитрих XI фон дер Шуленбург (1574 – 1618).

## Фамилия
Ханс X фон дер Шуленбург се жени за Армгард Шенк фон Бьодензел († 1603). Те имат четири деца:
- Албрехт VIII фон дер Шуленбург (1596 – 1663), женен I. за Елизабет фон Дизкау († 1640), II. (1641) за Анна Маргарета фон Рюкслебен
- Доротея фон дер Шуленбург
- Анна Доротея фон дер Шуленбург
- Елизабет фон дер Шуленбург († сл. 1616), омъжена за Зигфрид фон Шенк